# 有坂成章
有坂 成章（ありさか なりあきら、1852年4月5日〈嘉永5年2月18日〉 - 1915年〈大正4年〉1月12日）は、日本の陸軍軍人、華族。最終階級は陸軍中将。爵位は男爵。別名に淳蔵。
大日本帝国陸軍の国産小銃である有坂銃の開発者であり、村田経芳に次いで銃砲開発の大家と謳われた人物である。

## 経歴
周防国岩国に生まれた、長州藩（岩国領）吉川家家臣の木部左門の二男、幼名を四郎という。文久2年（1862年）、11歳で同藩の砲術家有坂長良の養嗣子となった。岩国藩の洋式軍隊である日新隊の一員として、鳥羽・伏見の戦いに参加している。
明治維新後の明治2年（1869年）開成学校で学んだ後、明治3年（1870年）には陸軍兵学寮に入る。明治6年（1873年）6月中退し同校の語学専業生（通訳）となり、同年12月には教官となる。翌年造兵司（後の東京砲兵工廠）出仕。明治15年文官から転じて陸軍砲兵大尉となる。沿岸要塞が専門であったが明治23年（1890年）には砲兵会議審査官に任じられその後は新型野砲の開発に従事した(同年には村田銃の開発で著名な村田経芳少将が予備役編入されている)。
明治29年（1896年）6月、東京砲兵工廠長となる。その後3ヶ月程度の短期間にて三十年式歩兵銃の設計試作を行い、翌々年の明治31年2月にそれまで使われていた村田連発銃に代わる初の陸軍制式小銃として採用された。
明治31年（1898年）には三十一年式速射砲の開発に成功した。この砲は「有坂砲」と呼ばれ、銃砲開発者としての有坂の名を不動のものとした。日本陸軍はこの三十一年式野砲と三十一年式山砲を制式砲としている。しかしまだ駐退機を装備しておらず（砲車復座装置は装備）、発射の反動で砲車が後退してしまう欠点があった。このため、一度射撃を行い、その着弾地を元に微調整を行うことが出来ず、命中率の低下につながってしまった。
明治33年（1900年）陸軍砲兵会議議長となり、その後明治36年（1903年）には同職と陸軍工兵会議議長を統合した初代陸軍技術審査部長となり、日露戦争に臨むこととなる。日露戦争では、これら三十年式歩兵銃と有坂砲によって日本が勝利したといわれるほど、これら銃砲は活躍した。三十一年式速射砲は帝政ロシア軍が採用していた1900年式3インチ野砲に射程で劣り、駐退機（砲身後座式）付の1902年式3インチ速射砲には、発射速度・最大射程共に劣ったが、砲弾の性能はむしろ良好であった。他方、三十年式歩兵銃は世界に先駆けて口径6.5mmという小径を採用し、弾丸を軽量化する分初速を高くすることにより弾丸の低伸性を実現するなど、帝政ロシア軍の小銃の性能を凌駕していた。この小銃の成果により、有坂の名は世界的に知られ、特にアメリカでは三十年式以降の日本の小銃を、南部麒次郎らによって三十年式から改良された三八式歩兵銃なども含めすべてArisaka Rifle（アリサカ・ライフル）と呼んだ。
また有坂は、日露戦争中最大の難戦となった旅順攻囲戦の打開策として、時の参謀総長・山縣有朋（参謀次長・長岡外史との説もある）に、国内の軍港（主に横須賀市周辺）等に要塞砲として据え付けていた二十八糎砲を投入するよう進言し、具体的な移動方法や現地での設置方法を示した。この巨砲は旅順要塞の破壊に大いに貢献し、旅順攻撃の象徴のひとつとなった。さらに一部は奉天まで移動し、奉天会戦においても日本軍の主力砲として十分に威力を発揮した。
こうした銃砲技術面における貢献が高く評価され、明治39年（1906年）4月1日に功二級金鵄勲章を受章、明治40年（1907年）9月21日に男爵叙爵、明治43年（1910年）5月20日に勲一等瑞宝章を受章するなど、数々の栄誉に輝いた。ただし、本人は叙勲の都度困惑していたというエピソードを持つ。これは功名を誇ることを嫌った、また銃器開発の事故や戦乱で多くの人命損失を悔やみ、それを苦悩していたためであったからと言われている。
明治44年（1911年）6月、軽い脳溢血に倒れ、待命を仰せ付けられた。大正4年（1915年）1月12日没、享年64。墓地は東京都台東区の谷中霊園にある。

## 栄典
位階
- 1893年（明治26年）6月20日 - 正六位[2]
- 1895年（明治28年）11月15日 - 従五位[3]
- 1900年（明治33年）7月10日 - 正五位[4]
- 1905年（明治38年）7月20日 - 従四位[5]
- 1910年（明治43年）8月10日 - 正四位[6]
- 1913年（大正2年）1月30日 - 従三位[7]

勲章等
- 1889年（明治22年）11月29日 - 大日本帝国憲法発布記念章[8]
- 1895年（明治28年）11月18日 - 明治二十七八年従軍記章[9]
- 1900年（明治33年）11月30日 - 勲四等瑞宝章[10]
- 1906年（明治39年）4月1日 - 功二級金鵄勲章・明治三十七八年従軍記章[11]
- 1907年（明治40年）9月21日 - 男爵 [12]
- 1910年（明治43年）5月20日 - 勲一等瑞宝章[13]
- 1915年（大正4年）1月11日 - 旭日大綬章[14]

外国勲章等佩用允許
- 1892年（明治25年）4月11日 – ロシア帝国：神聖アンナ第一等勲章[15]
- 1901年（明治34年）10月4日 - プロイセン王国：星章付王冠第二等勲章[16]
- 1902年（明治35年）7月22日 - フランス共和国：レジオンドヌール勲章コマンドゥール[17]

## 脚註
1. ↑  上田正昭、津田秀夫、永原慶二、藤井松一、藤原彰、『コンサイス日本人名辞典 第5版』、株式会社三省堂、2009年　62頁。
2. ↑  『官報』第2992号「叙任及辞令」1893年6月21日。
3. ↑  『官報』第3717号「叙任及辞令」1895年11月16日。
4. ↑  『官報』第5106号「叙任及辞令」1900年7月11日。
5. ↑  『官報』第6618号「叙任及辞令」1905年7月22日。
6. ↑  『官報』第8142号「叙任及辞令」1910年8月11日。
7. ↑  『官報』第150号「叙任及辞令」1913年1月31日。
8. ↑  『官報』第1938号「叙任及辞令」1889年12月12日。
9. ↑  『官報』第4029号・付録「辞令」1896年12月2日。
10. ↑  『官報』第5226号「叙任及辞令」1900年12月1日。
11. ↑  『官報』号外「叙任及辞令」1907年1月28日。
12. ↑  『官報』第7272号「授爵敍任及辞令」1907年9月23日。
13. ↑  『官報』第8073号「叙任及辞令」1910年5月23日。
14. ↑  『官報』第732号「叙任及辞令」1915年1月13日。
15. ↑  『官報』第2636号「叙任及辞令」1892年4月15日。
16. ↑  『官報』第5488号「叙任及辞令」1901年10月16日。
17. ↑  『官報』第5718号「叙任及辞令」1902年7月26日。